# 나가누마 요이치
나가누마 요이치(일본어: 長沼 洋一, 1997년 4월 14일 ~ )는 일본의 축구 선수이다.

## 구단 경력
2016년 J1리그의 산프레체 히로시마에 입단하였다. 2017년부터 2020년까지 J2리그의 몬테디오 야마가타, FC 기후, 에히메 FC에서 뛰었다. 2022년 J1리그의 사간 도스로 이적했다. 2024년 우라와 레즈로 이적했다.

## 국가대표팀 경력
그는 2018년 AFC U-23 축구 선수권 대회, 2018년 아시안 게임에 참가할 일본 U-23 국가대표팀에 발탁되었으며, 아시안 게임 은메달 획득에 기여했다.